# Polkowice
Polkowice (německy Polkwitz) je město a zároveň správní středisko stejnojmenného okresu a stejnojmenné gminy v jihozápadním Polsku v Dolnoslezském vojvodství. Polkowický okres je jedním z pěti okresů, které tvoří Legnicko-Głogowski Okręg Miedziowy (doslovně: Legnicko - Glogowský měděný okruh), jednu z nejvýznamnějších oblastí těžby mědi na světě. V roce 2023 zde žilo 21 505 obyvatel.

## Geografie
Polkowice leží asi 32 km na sever od Legnice na jihovýchodním okraji Dalkowské vrchoviny (Wzgórza_Dalkowskie), nízkého pásma morénového původu. Necelých 7 km vzdušnou čarou na východ od Polkowic se nachází "OUOW Żelazny Most ", což je největší evropské úložiště odpadů, vzniklých flotací měděné rudy.Tato obří nádrž o rozloze 1394 ha a kapacitě 700 miliónů m³ byla uvedena do provozu v roce 1977 a při její výstavbě byly zlikvidovány tři místní vesnice - Barszów, Kalinówka i Pielgrzymów. Při východním okraji nádrže leží obec Rudna, na jejímž území se nachází největší důl na těžbu mědi v Polsku a úpravna měděné rudy.

## Původ názvu a historie
Název sídla se odvozuje od jména Bolko, ve staropolštině užívané zkrácené verze osobního jména Boleslaw, resp. českého osobního jména Boleslav. Podle nejstarších písemných zmínek slezský kníže Boleslav I. Vysoký (1127–1201) nechal v místních lesích vybudovat tvrz, která byla pojmenována Bolkowice. V latinsky psané listině, vydané v roce 1333 ve Wroclawi, se objevuje jméno Polcovicz. V díle Matthäuse Meriana Topographia Bohemiae, Moraviae et Silesiae z roku 1650 se vyskytují názvy Bolkowitz i Polckwitz.
Městská práva udělil Polkowicím glogowský kníže Konrád I. před rokem 1272 (pravděpodobně roku 1265). První písemná zmínka o Polkowicích jako o civitas pochází z roku 1291. Před získáním městských práv byly Polkowice tržní osadou na obchodní cestě mezi Legnicí a Głogówem.
30. prosince 2010 došlo poblíž města k důlnímu otřesu o magnitudě až 5,0 a 26. prosince 2017 o magnitudě až 4,8.

## Památky

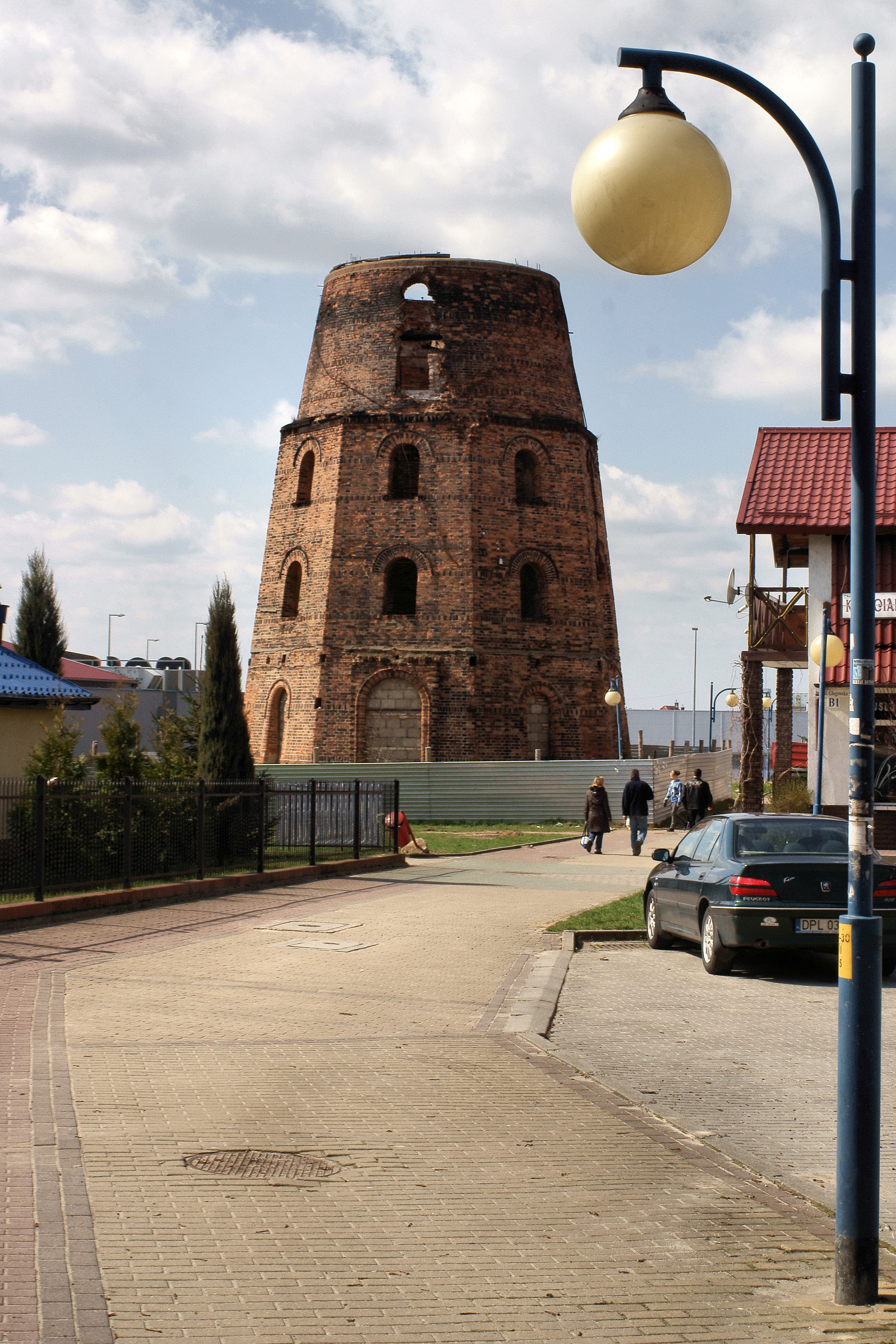
Ruiny větrného mlýna na Głogówské ulici

V Polkowicích i na území vesnice Polkowice Dolne, která byla k městu připojen a v roce 2005, se nachází několik památkově chráněných objektů:
- Rynek polkowicki - obvod centra starého města z doby kolem roku 1265
- Kościół św. Michała Archanioła (kostel sv. Michala Archanděla) - původně gotický kostel ze 14. století, v pozdějších staletích přestavěný.
- Radnice - původní stavba z 15. století později přestavěná a doplněná o další části.
- Větrný mlýn - větrný mlýn holandského typu z 19. století.
- Park - park z 19. století v Polkowicích Dolnych.
- Vila Morgenrothů - pozůstatky stavby na místě někdejší brány městské stráže.

Na seznamu místních památek byla též lokomotiva Graf Recke Vollmerstein, která však již neexistuje.

## Partnerská města
- Samtgemeinde Sickte, Dolní Sasko, Německo
- Heumen, Gelderland, Nizozemsko